# Splot pododontoblastyczny
Splot pododontoblastyczny – określenie używane w stosunku do dwóch różnych struktur anatomicznych występujących w miazdze zęba:
- splotu naczyniowego,
- splotu nerwowego włókien nerwowych bezrdzennych.

Oba występują na obwodzie miazgi zęba, pomiędzy ubogokomórkową warstwą Weila a warstwą odontoblastów, które sąsiadują z zębiną.